# Felipe Vivancos
Felipe Vivancos, né le 16 juin 1980 à Ibiza, est un athlète espagnol, spécialiste du 110 mètres haies. 

## Carrière

### Palmarès
| Année | Compétition                    | Lieu      | Résultat | Épreuve     | Performance |
| ----- | ------------------------------ | --------- | -------- | ----------- | ----------- |
| 1999  | Championnats d’Europe junior   | Riga      | 1er      | 110 m haies | 13 s 92     |
| 2001  | Championnats d’Europe espoirs  | Amsterdam | 2e       | 110 m haies | 13 s 79     |
| 2005  | Championnats d'Europe en salle | Madrid    | 2e       | 60 m haies  | 7 s 61      |
| 2005  | Jeux méditerranéens            | Almería   | 1er      | 110 m haies | 13 s 53     |
| 2011  | Championnats d'Europe en salle | Paris     | 4e       | 60 m haies  | 7 s 59      |

### Records
| Épreuve          | Performance | Lieu      | Date            |
| ---------------- | ----------- | --------- | --------------- |
| 110 mètres haies | 13 s 41     | Saragosse | 22 juillet 2006 |

| Épreuve         | Performance | Lieu  | Date        |
| --------------- | ----------- | ----- | ----------- |
| 60 mètres haies | 7 s 56      | Paris | 4 mars 2011 |